# Parco nazionale dei Balcani Centrali
Il parco nazionale dei Balcani Centrali (in bulgaro: Централен Балкан) è un'area naturale protetta al centro della Bulgaria, in gran parte sul massiccio dei Monti Balcani. È stato istituito nel 1991 e occupa una superficie di 71,669.5 ettari. Fa parte della lista Rete di parchi protetti PAN (Protected Area Network Parks) del WWF.
Dal 2006 il parco è insignito del Diploma europeo delle aree protette.